# Lago Cameron
El Lago Cameron se encuentra al final del camino Akamina Parkway, parque nacional de los Lagos Waterton, Alberta, Canadá. El origen del nombre es en honor a Donald Roderick Cameron (1834-1921) un capitán británico de la Royal Artillery. El paralelo 49 norte atraviesa el extremo sur del lago haciendo parte técnicamente del condado de Glacier, Montana.